# یواس‌اس ولیانت (وای‌تی-۸۰۲)
یواس‌اس ولیانت (وای‌تی-۸۰۲) (به انگلیسی: USS Valiant (YT-802)) یک کشتی است. این کشتی در سال ۲۰۰۹ ساخته شد.